# Чеза

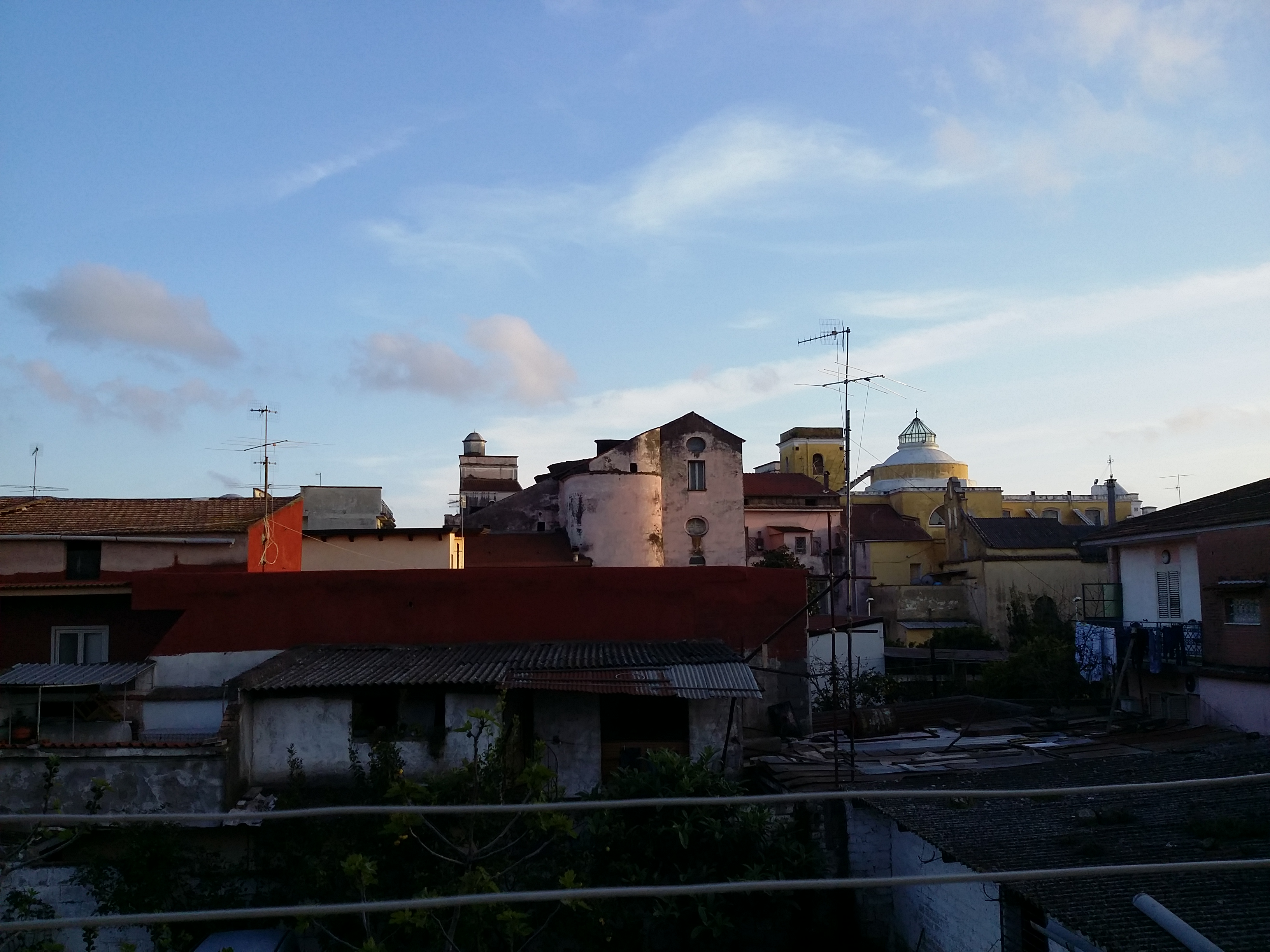
Церква Сан-Сезаріо (Цеза, 2014)

Чеза (італ. Cesa) — муніципалітет в Італії, у регіоні Кампанія, провінція Казерта.
Чеза розташована на відстані близько 180 км на південний схід від Рима, 15 км на північ від Неаполя, 14 км на південний захід від Казерти.
Населення — 8781 особа (2014).
Щорічний фестиваль відбувається 3 листопада. Покровитель — San Cesario di Terracina.

## Демографія
Населення за роками:

Станом на 1 січня 2023 року в муніципалітеті офіційно проживали 334 іноземці з 23 країн, серед них 41 громадянин країн Євросоюзу та 48 громадян України.

## Сусідні муніципалітети
- Аверса
- Гричиньяно-ді-Аверса
- Сант'Антімо
- Сант'Арпіно